# Ravenea krociana
Ravenea krociana là loài thực vật có hoa thuộc họ Arecaceae. Loài này được Beentje miêu tả khoa học đầu tiên năm 1994.